# 许德 (德国)
许德（發音：[ˈhyːdə]）是德国下萨克森州迪普霍尔茨县的市镇，面积24.41平方千米，2023年12月31日人口为1,256人。